# 阿尔高地区旺根
阿尔高地区旺根（德語：Wangen im Allgäu，發音：[ˈvaŋən ʔɪm ˈʔalɡɔʏ]）是德国巴登-符腾堡州蒂宾根行政区拉芬斯堡县的城市，面积101.35平方千米，2023年12月31日人口为27,608人。